# ويلي وارن
ويلي وارن (بالإنجليزية: Willie Warren)‏ مواليد 22 أكتوبر 1989 في دالاس، هو لاعب كرة سلة محترف أمريكي بدأ مسيرته الاحترافية في سنة 2010 حيث تم اختياره من قبل فريق لوس أنجلوس كليبرز خلال الدرافت، يلعب في الرابطة الصينية لكرة السلة كلاعب هجوم خلفي ويحمل الرقم 32. يبلغ طوله 6 قدم 4 بوصة (1.9 م).

## فرق لعب لها
- لوس أنجلوس كليبرز
- فيرتوس بالاكانسترو بولونيا
- بيكونغ فلاي دراغونز

## إحصائيات المسيرة

### الموسم الاعتيادي
| السنة   | الفريق            | لعب | بدأ | دقيقة | ميداني% | ثلاثية | حرة  | ارتداد | صنع | استلاب | تصدي | نقطة |
| ------- | ----------------- | --- | --- | ----- | ------- | ------ | ---- | ------ | --- | ------ | ---- | ---- |
| 2010–11 | لوس أنجلوس كليبرز | 19  | 0   | 17.1  | .371    | .333   | .750 | .6     | 1.4 | .3     | .0   | 1.9  |
| المسيرة |                   | 19  | 0   | 17.1  | .371    | .333   | .750 | .6     | 1.4 | .3     | .0   | 1.9  |

## روابط خارجية
- ويلي وارن على موقع إن بي أي (الإنجليزية)
- ويلي وارن على موقع الدوري التايواني الممتاز لكرة السلة (الصينية)
- ويلي وارن على موقع سبورتس رفرنس (الإنجليزية)
- ويلي وارن على موقع كرة السلة الأوروبية.كوم (الإنجليزية)
- ويلي وارن على موقع إي إس بي إن.كوم (الإنجليزية)
- ويلي وارن على موقع كلية كرة السلة في سبورتس رفرنس.كوم (الإنجليزية)
- ويلي وارن على موقع ريلجم (الإنجليزية)
- ويلي وارن على موقع بروبوليرز (الإنجليزية)
- ويلي وارن على موقع سبورتس رفرنس (الإنجليزية)
- ويلي وارن على موقع سبورتس رفرنس (الإنجليزية)